# سکوریتسه (ناحیه روکیتسانی)
سکوریتسه (به چکی: Skořice) یک منطقهٔ مسکونی در جمهوری چک است که در ناحیه روکیتسانی واقع شده‌است. سکوریتسه ۲۳٫۷۳ کیلومتر مربع مساحت و ۲۶۷ نفر جمعیت دارد و ۵۵۳ متر بالاتر از سطح دریا واقع شده‌است.